# 日菲繡眼
是一種小型雀形目綉眼鳥科鳥類。

## 特征
日本绣眼鸟体重约11.29克，翼长约56.8毫米，嘴峰长约13.4毫米，喙宽度约2.8毫米，喙厚度约2.9毫米，跗蹠长约17.1毫米，尾长约41.6毫米。日本绣眼鸟在其分布区内为留鸟，其栖息在半开放的高大树木组成的森林中，食性为杂食性。

## 圖片

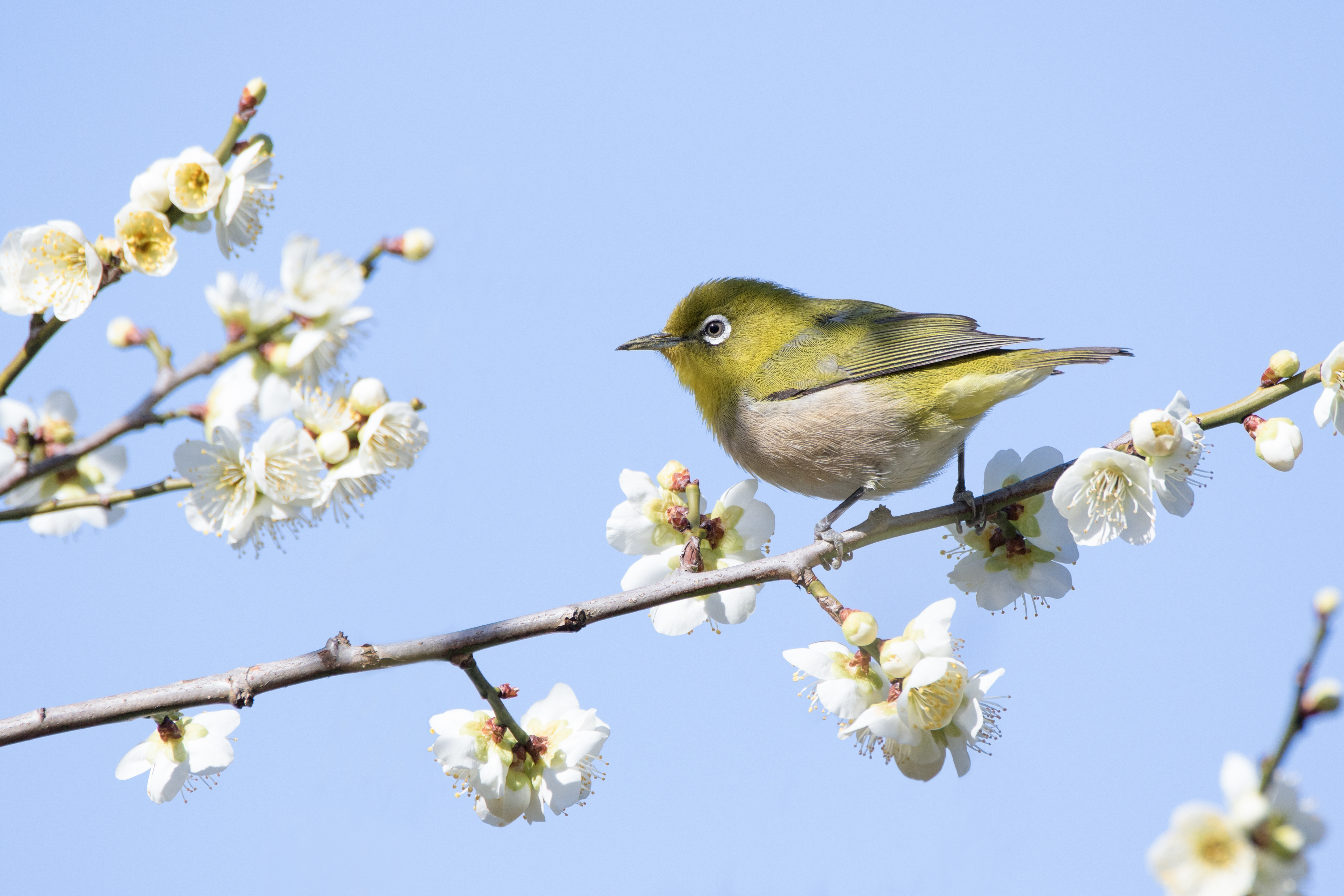
綠繡眼（指名亞種），攝於日本大阪
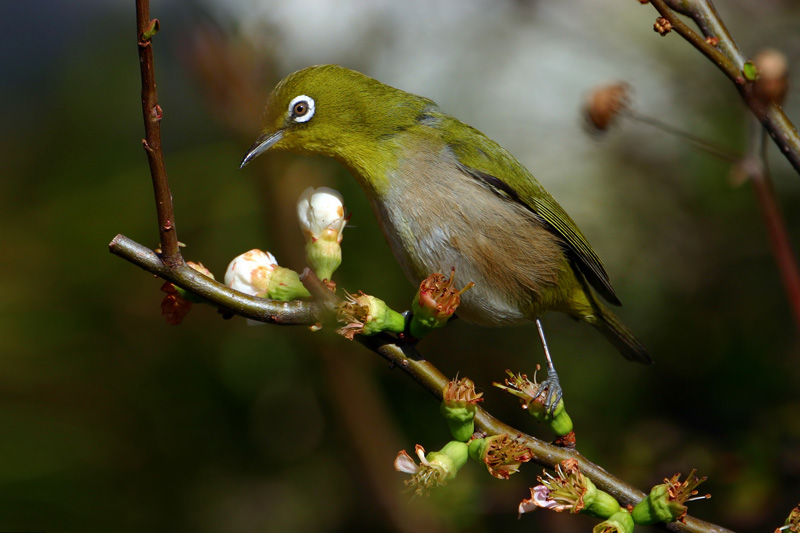
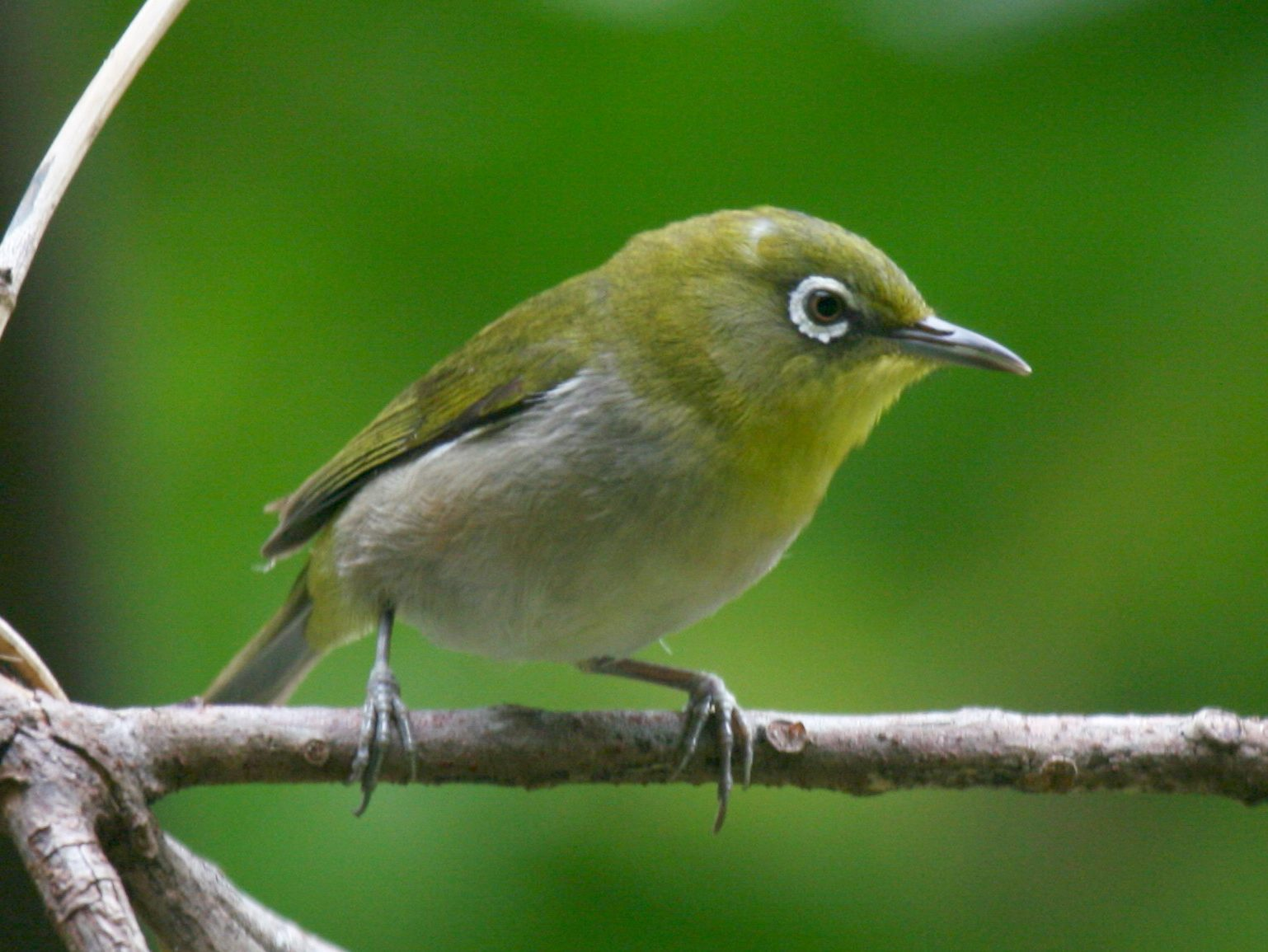
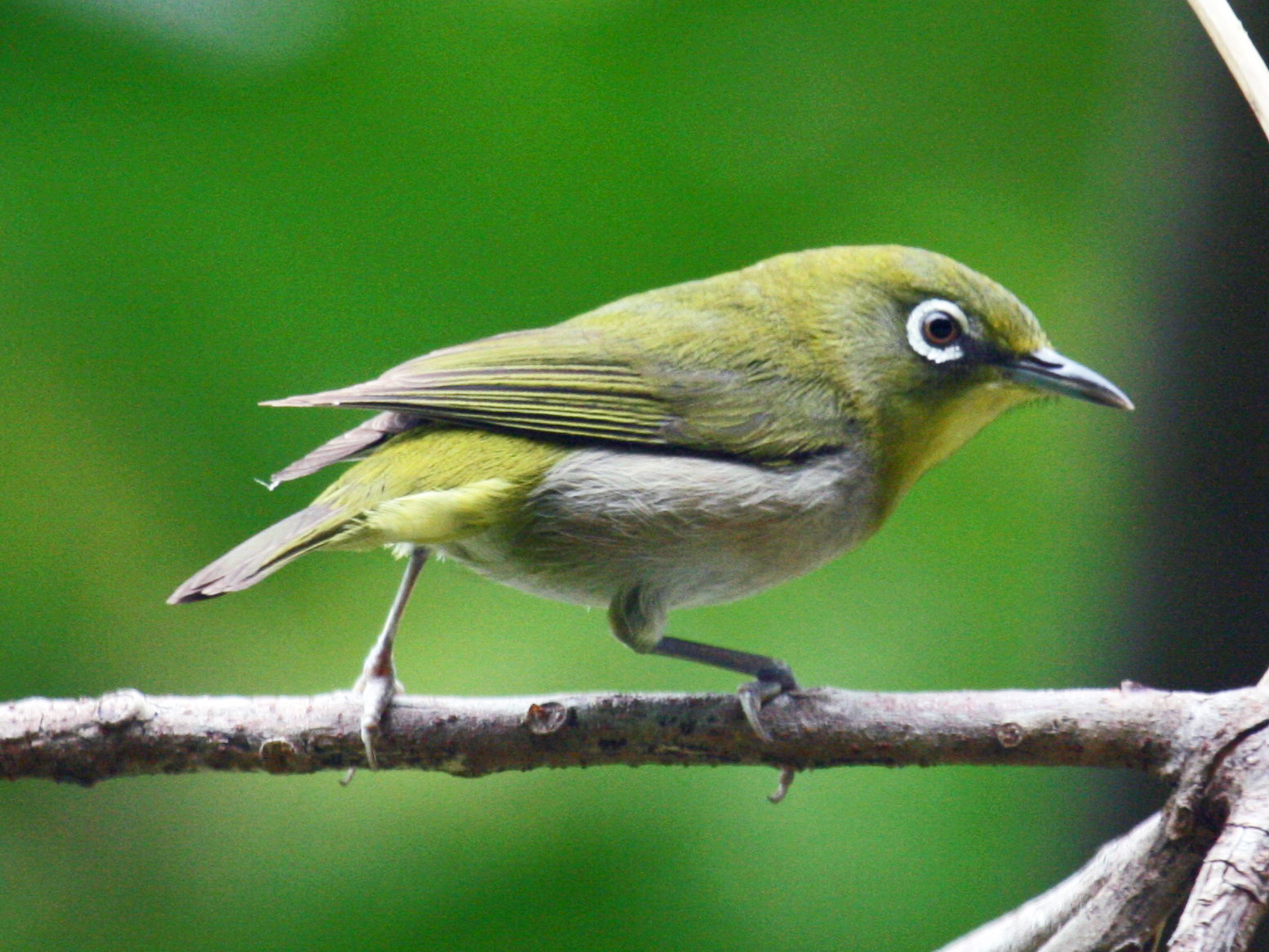
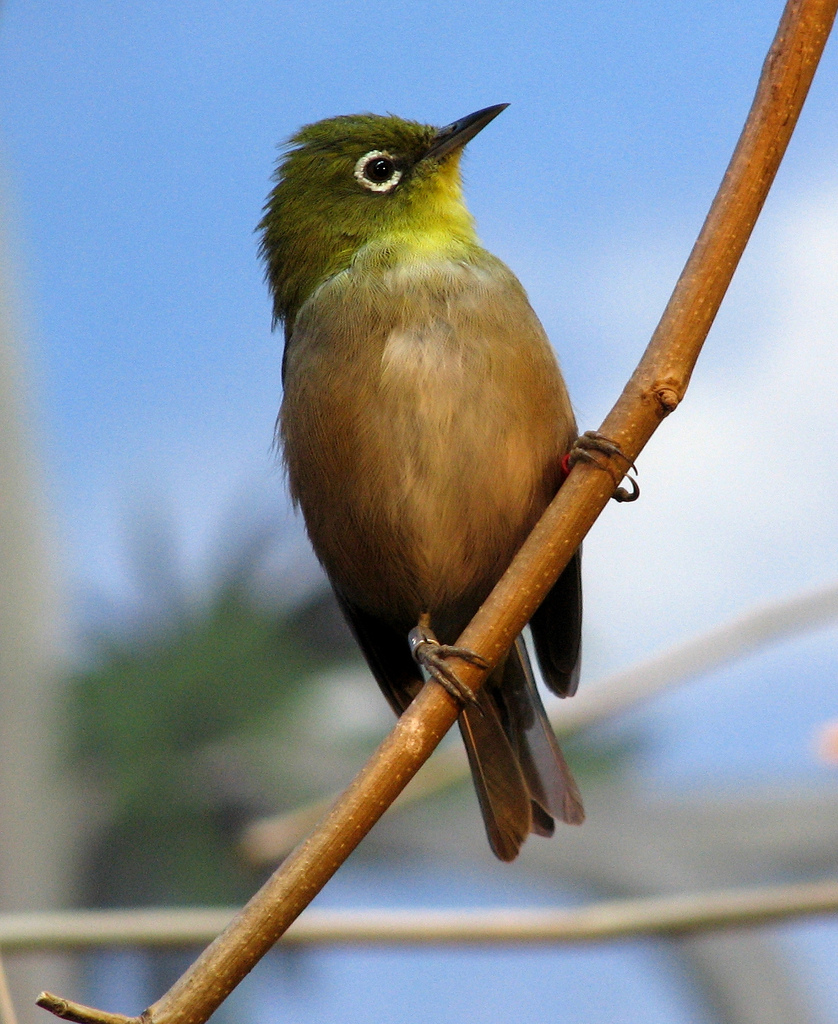
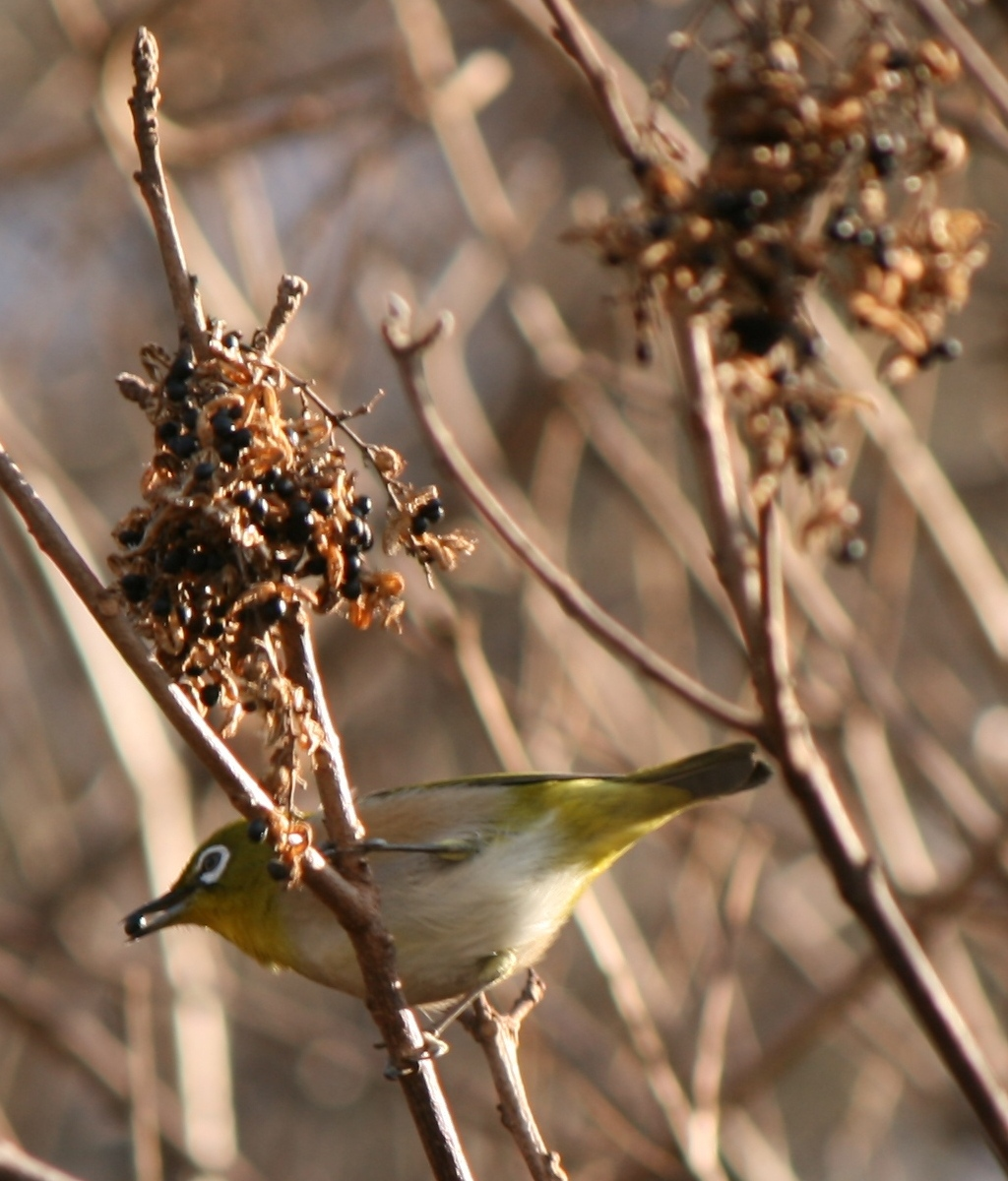
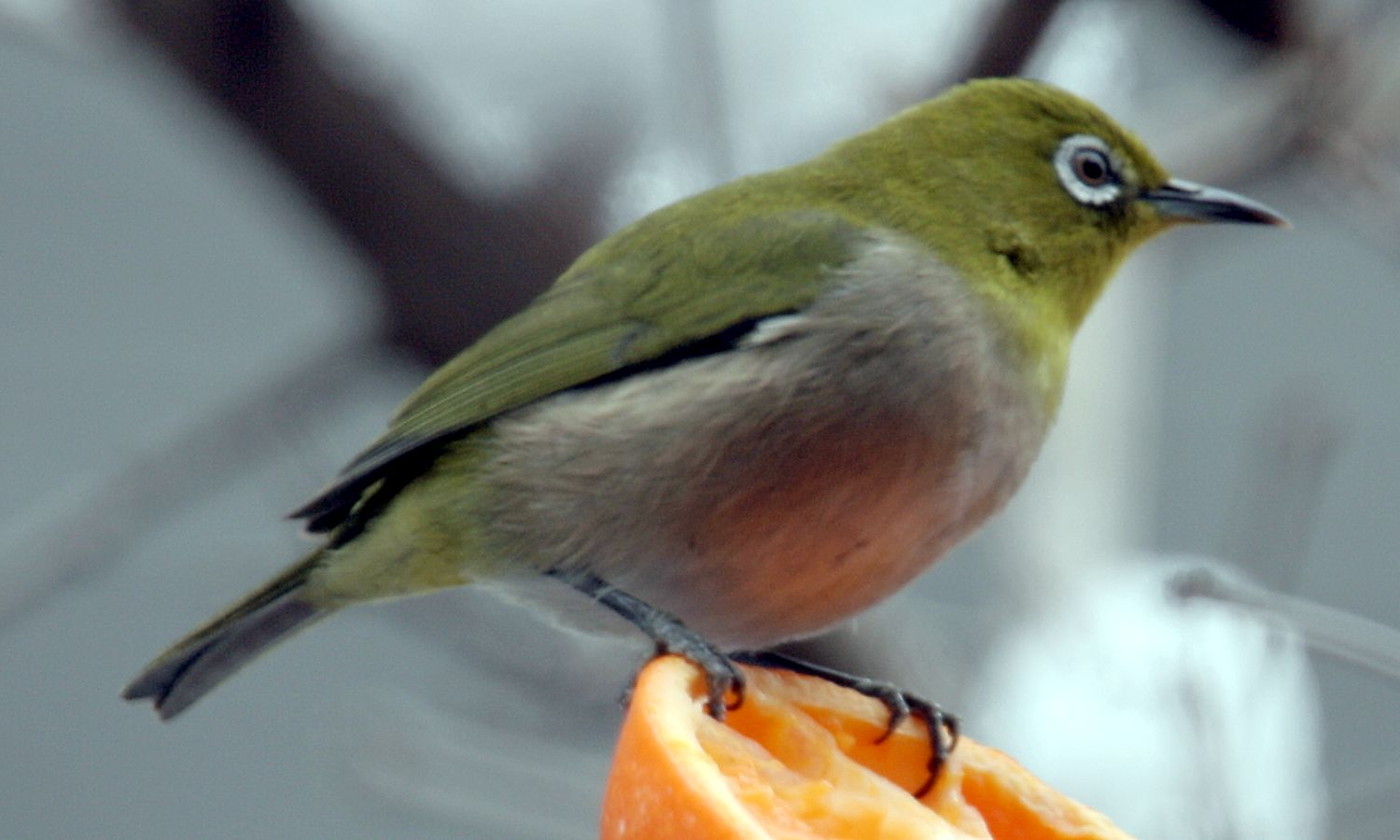
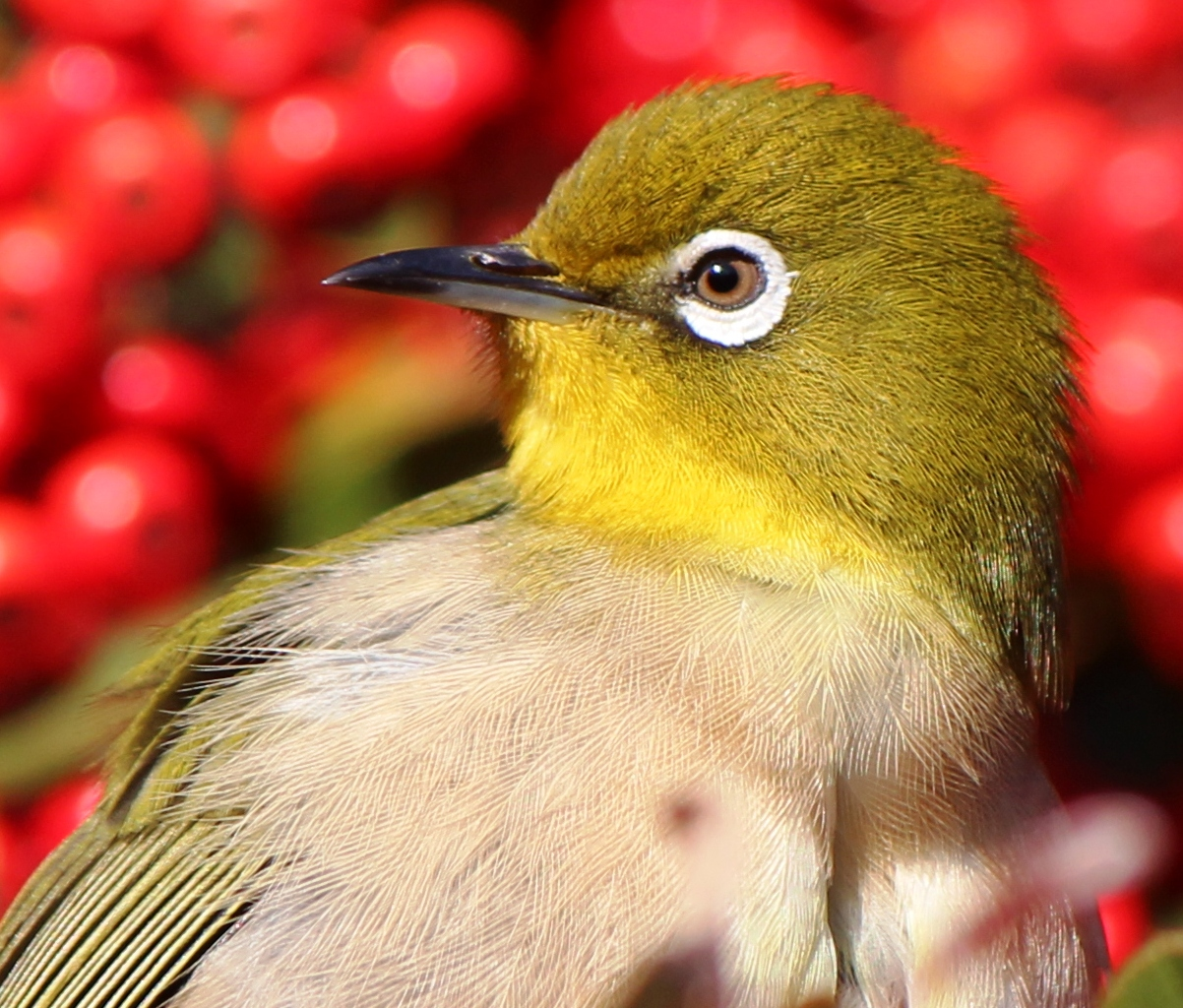
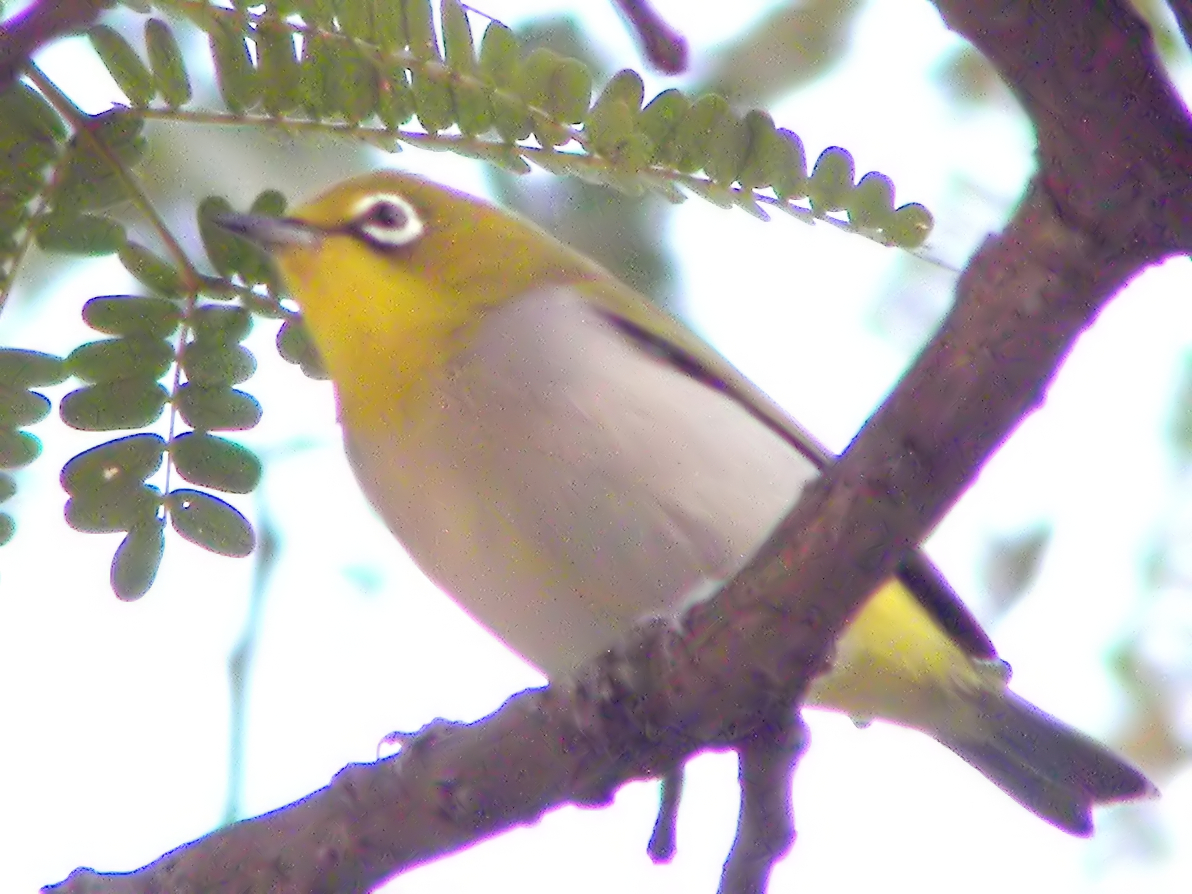
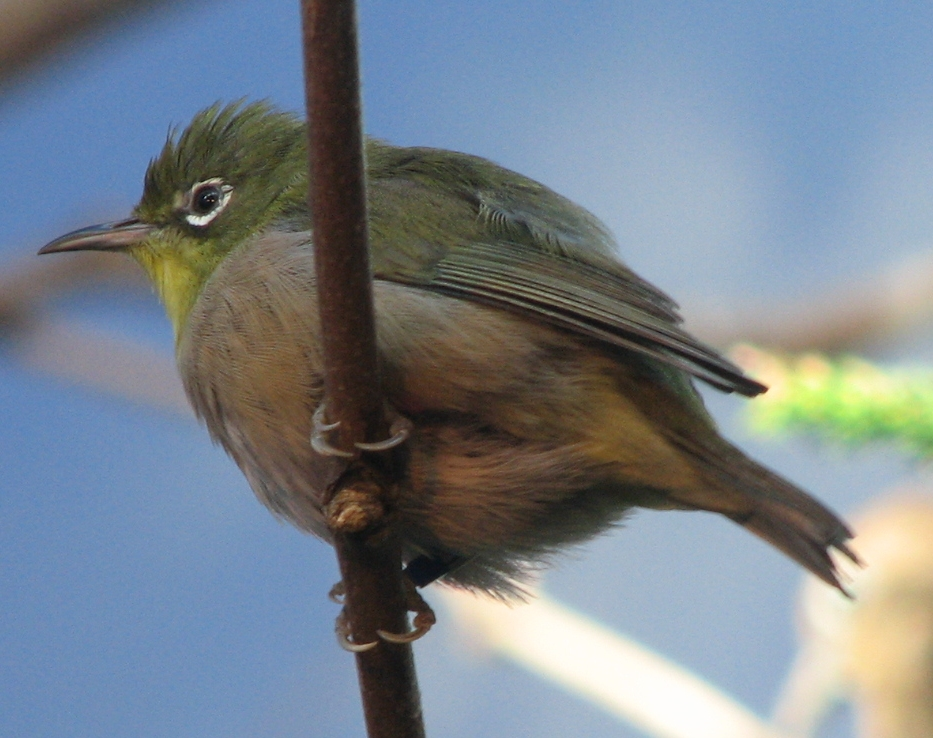
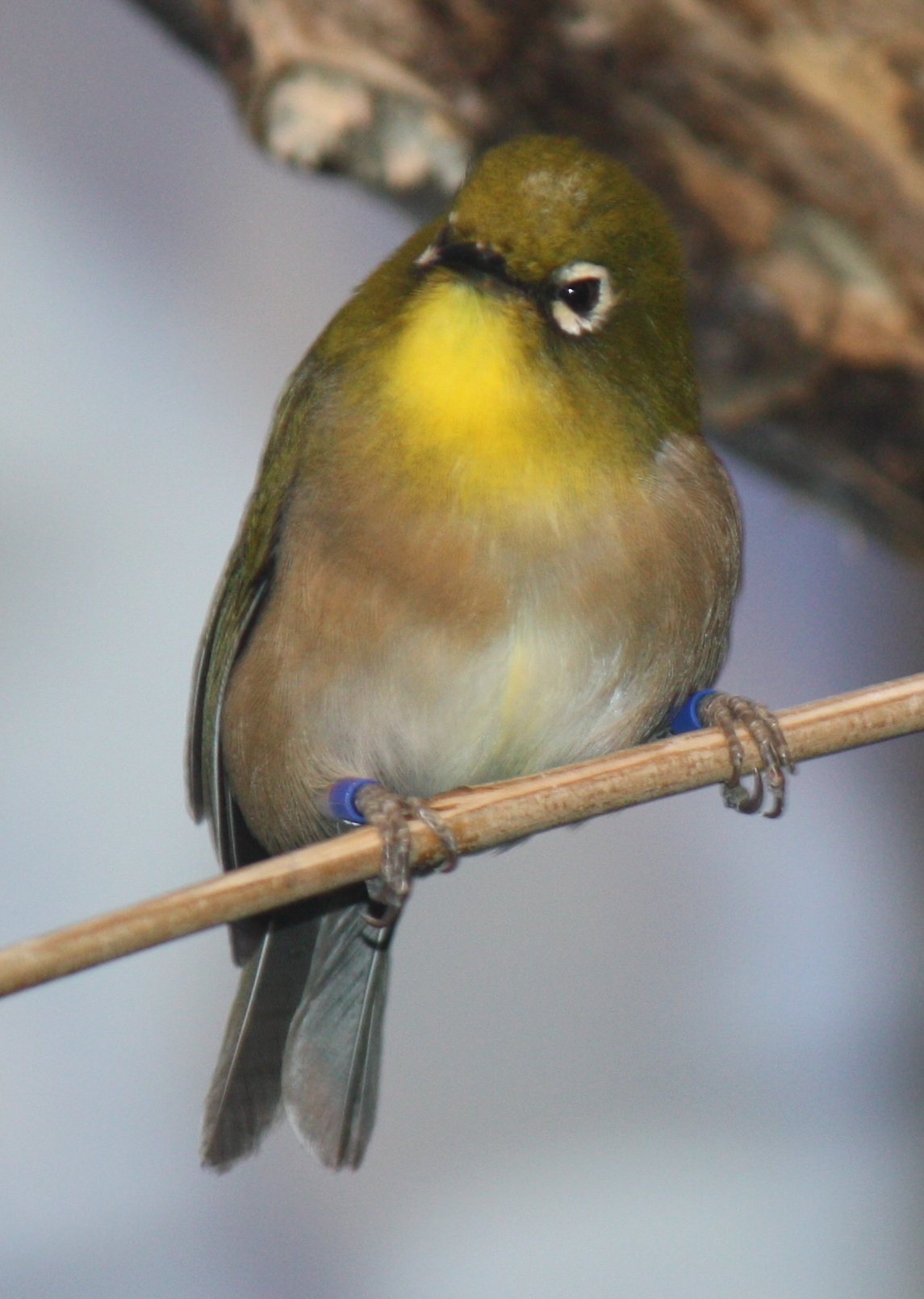
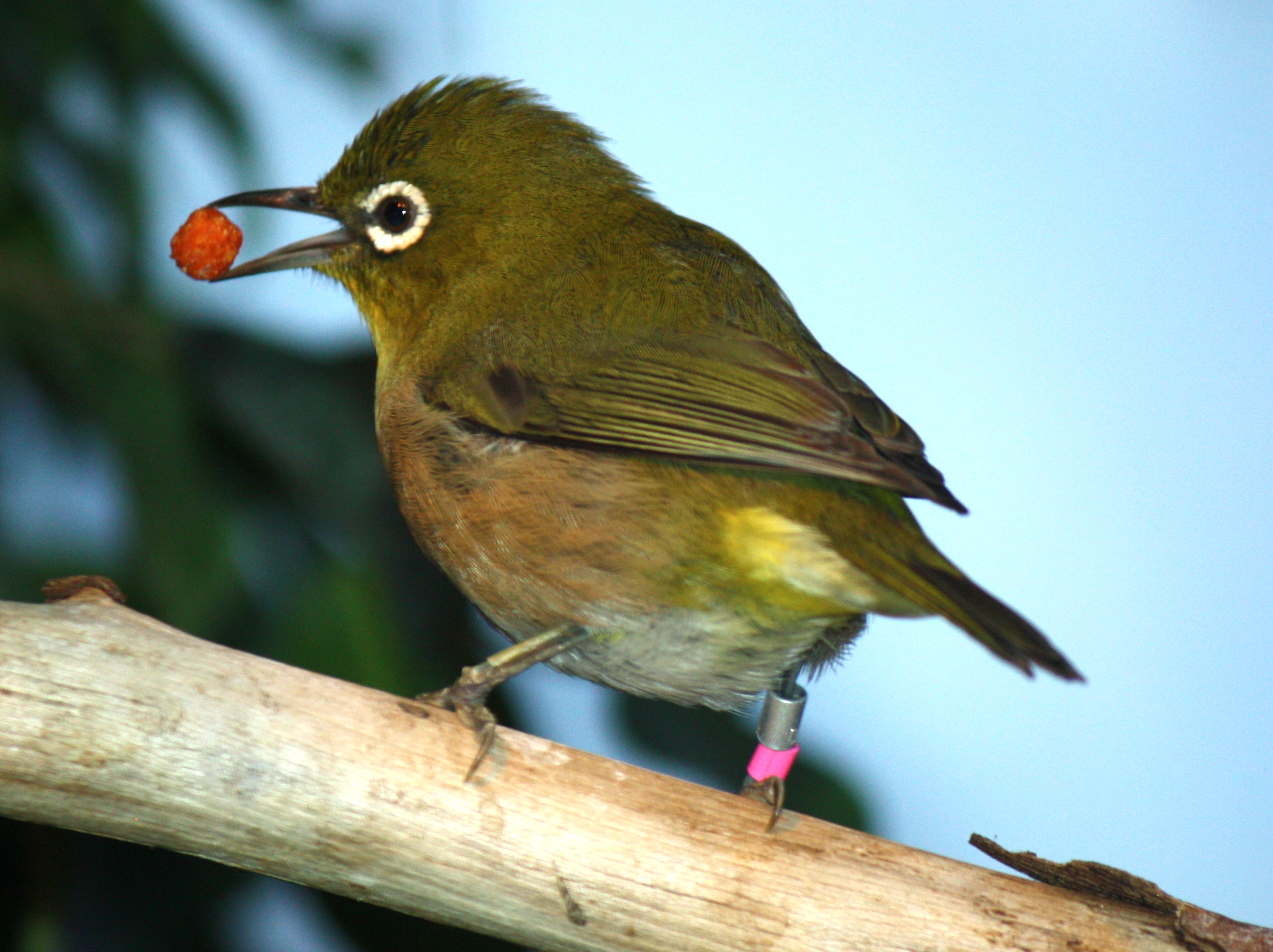
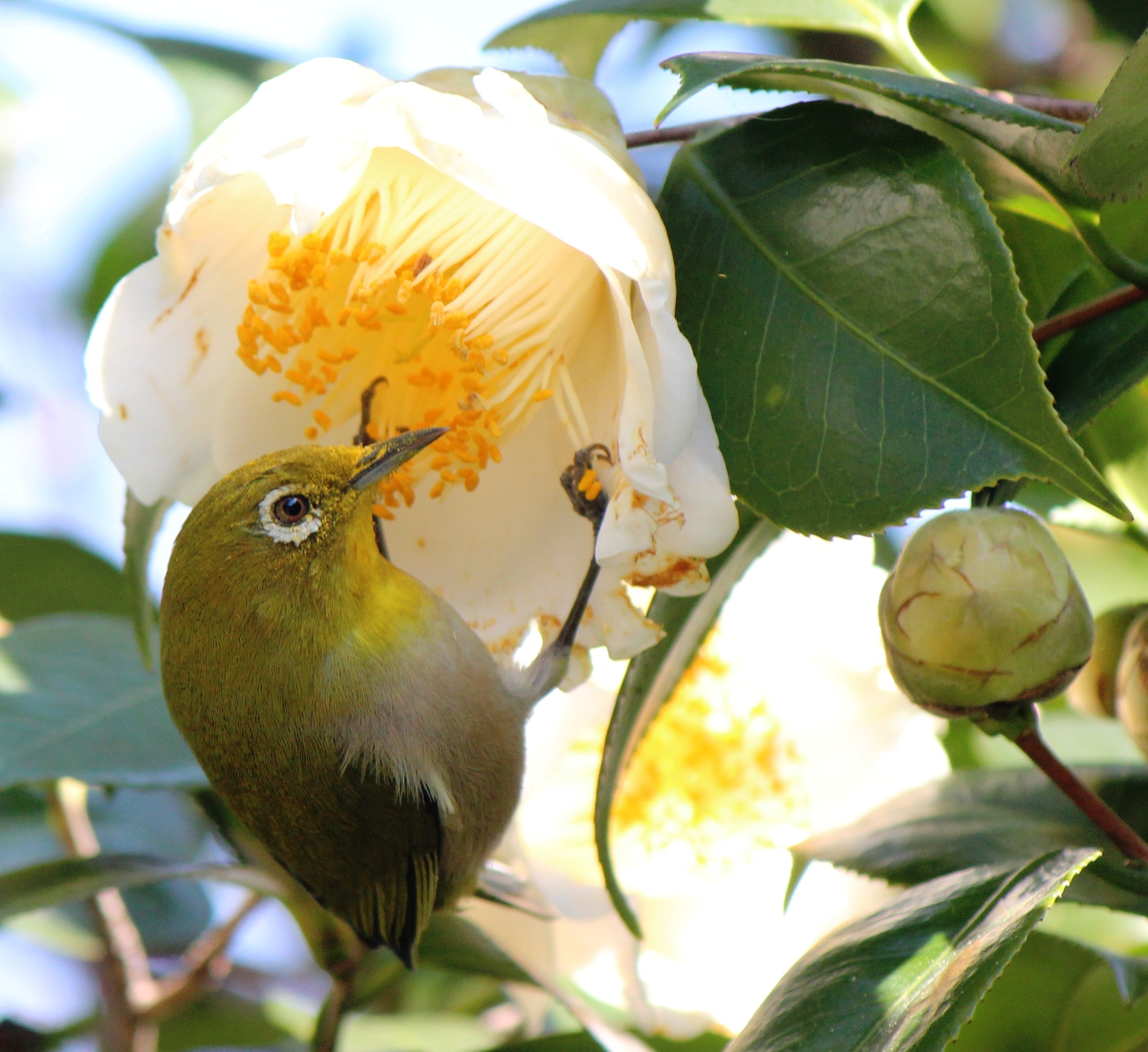
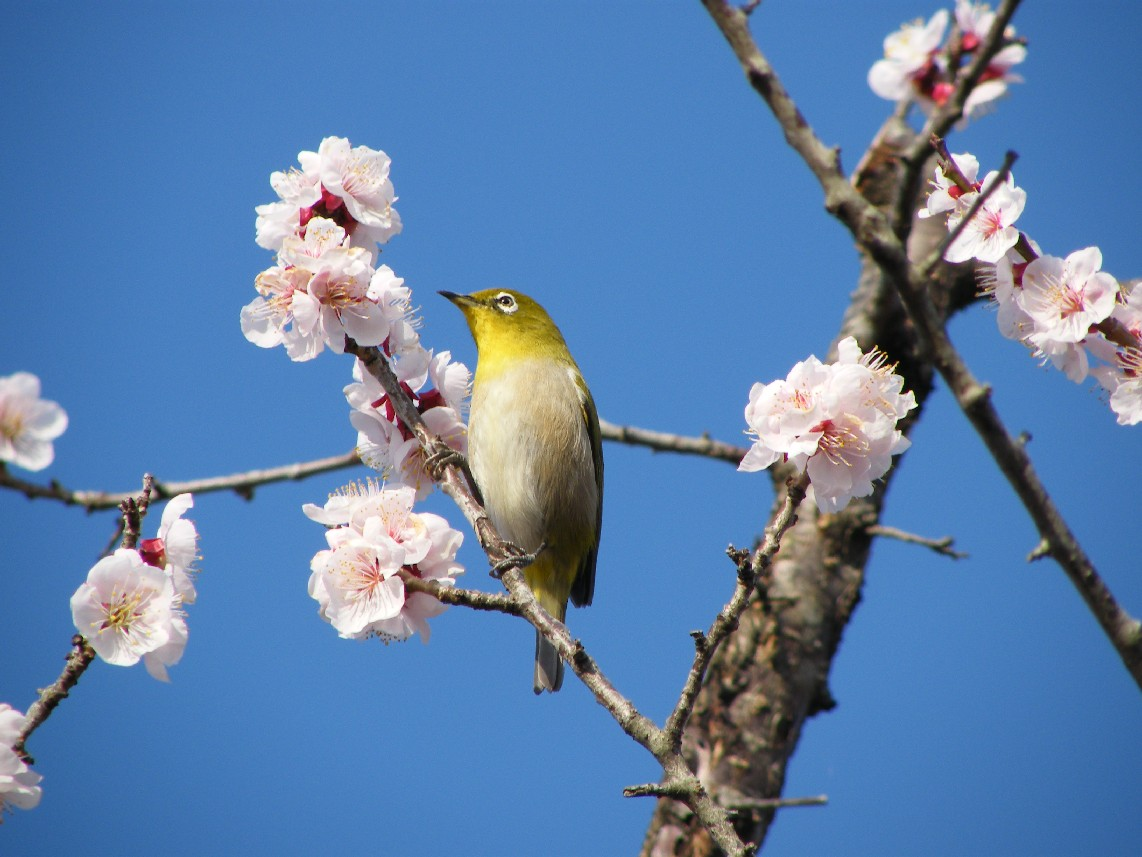
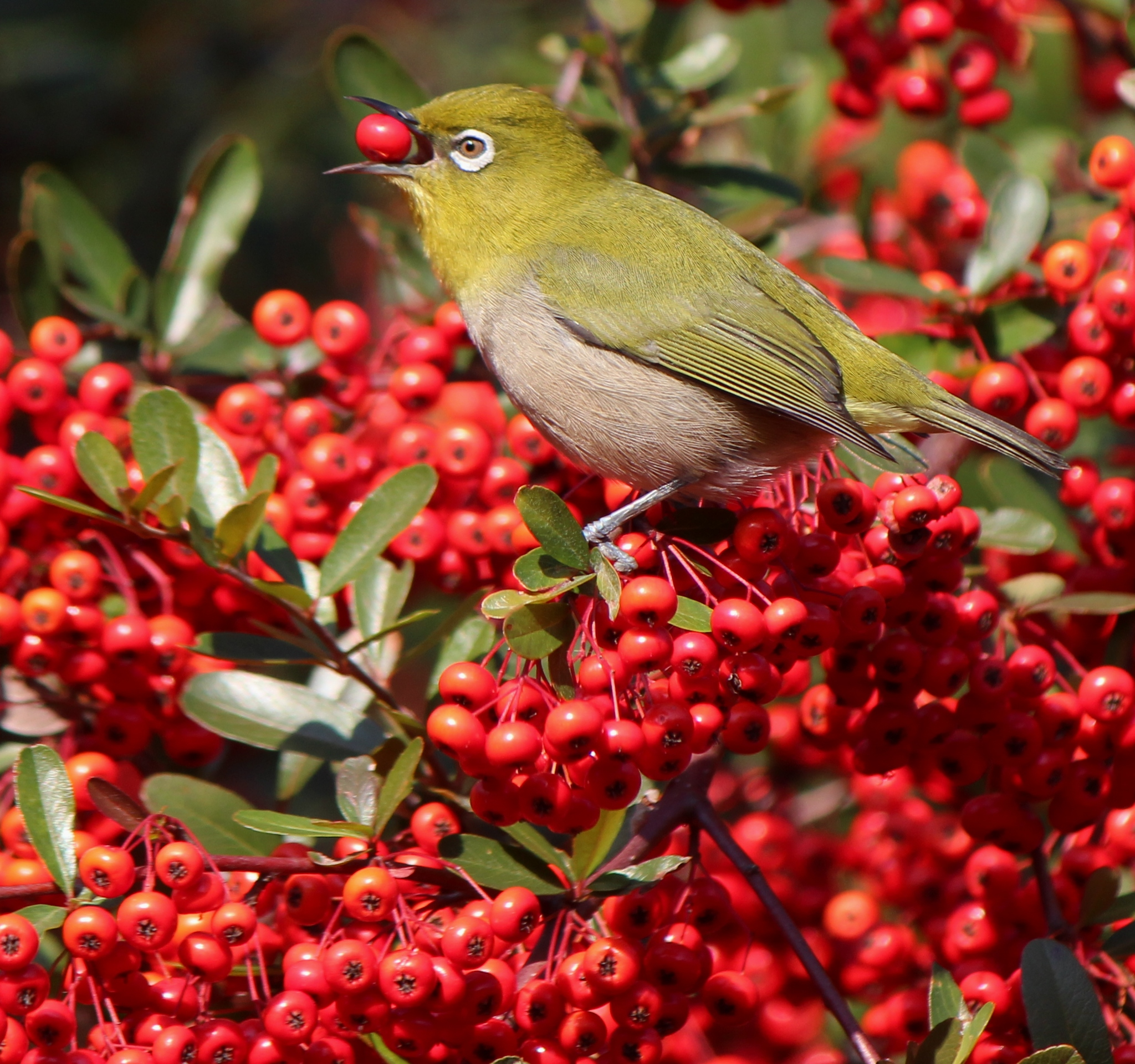

## 文化
日本绣眼鸟是日本和歌山縣以及大分縣的縣鳥。